# Філіокве

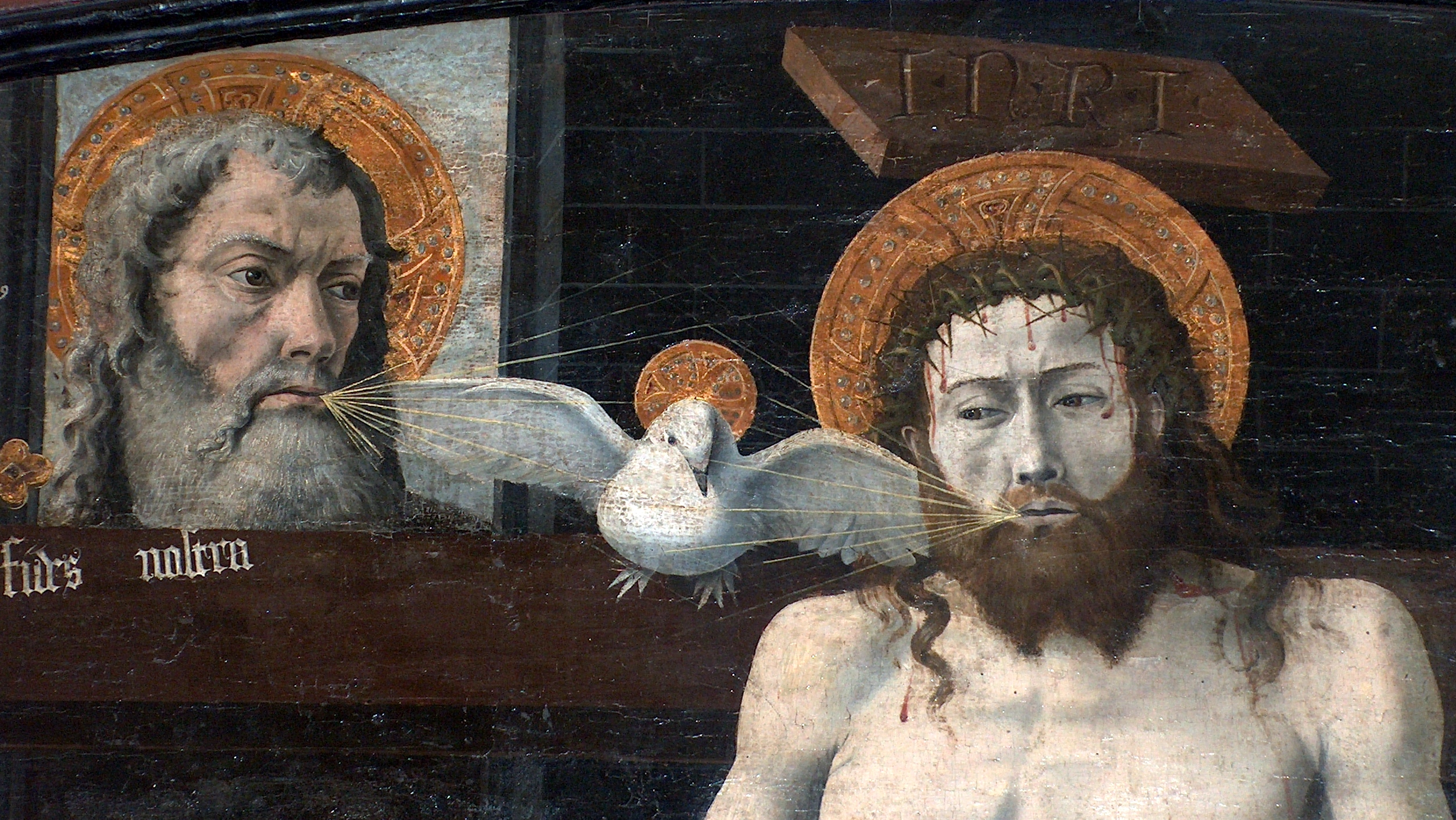
Вчення про Filioque, з вівтаря Бульбона: Трійця представлена святим Агріколем. Прованс, c. 1450. З головного вівтаря капели Сен-Марселен, Бульбон, Франція.

Філіокве (від лат. fīlio — від сина, лат. -que — і; латиною Filioque) — латинське формулювання, яке в християнстві означає походження Святого Духа «і (від) Сина» і було додане в Латинській церкві до Нікейського символу віри:

| Et in Spiritum Sanctum, Dominum, et vivificantem: qui ex Patre Filioque procedit. (І в Духа Святого, Господа животворного, що від Отця і Сина ісходить.) |
| |

Це формулювання прийнято в католицькій та більшості протестантських церков, але не прийнято в Східній православній церкві та в Орієнтальних православних церквах. У 1054 році Filioque стало однією з важливих причин розколу християнства і до цього часу є предметом полеміки.

## Історія прийняття Filioque
Перший Нікейський собор 325 року закінчував символ віри словами «і в Духа Святого». 381 року Перший Константинопольський собор додав слова «…Господа животворного, що від Отця походить», останнє формулювання було взяте з Євангелія від Івана.
Вперше філіокве з'являється в Афанасієвському символу віри (Symbolum Quicumque), що традиційно приписується св. Афанасію Александрійському (IV століття), проте отримав поширення лише у V столітті, через що історики вважають його імовірними авторами західних отців церкви. Афанасієвський символ так пояснює природу Святого Духа:

| Spiritus Sanctus a Patre et Filio: non factus, nec creatus, nec genitus, sed procedens Святий Дух походить від Отця і від Сина, Він не зроблений, не створений, не породжений, але походить |
Місцевий Собор в Толедо у 578 році додав Філіокве до тексту Символу Віри. Це нововведення було значною мірою обумовленно наверненням до Католицизму іспанських вестготів, що сповідували аріанство, яке заперечувало рівність Ісуса Христа Богові Отцю.
Проте ця зміна неоднозначно сприймалася духовенством, наприклад Папа Лев ІІІ хоча і не бачив богословських перепон до прийняття Філіокве, вважав однак за неприйнятне доповнювати Нікейський символ віри. Лише у 1014 році Рим допустив філіокве у латинський переклад літургії

## Теологічне підґрунтя
Якщо формулювання «що походить від Отця» безпосередньо є у Новому Заповіті Ів. 15:26, то про походження Святого Духу від Сина прямо у Новому Заповіті не йдеться, хоча воно може бути виведено з Ів. 20:22 та інших рядків. В Ів. 16:13-15 Ісус говорить про те, що Святий Дух «візьме з Мого та й вам сповістить» і «Усе, що має Отець, то Моє», тоді як вважається, що у відношеннях між Особами Святої Трійці Особа нічого не може «взяти» або «отримати» (λήψεται) від іншої інакше як через походження. У посланнях апостолів Гал. 4:6, Рим. 8:9, Фил. 1:19, Святий Дух іменується «Духом Сина», «Духом Христа», «Духом Ісуса Христа», а у Євангелії від Івана говориться про те, що Ісус пошле Святого Духа (Ів. 14:16, Ів. 15:26, Ів. 16:7).
У посланні Титу говориться про те, що Бог «щедро вилив» Святого Духа «через Христа Ісуса, Спасителя нашого», тоді як Дії 2:33 говорить про те, що Ісус сам «зливає» Святого Духа, прийнявши «обітницю Духа Святого» від Отця.
В інтерпретації Православної церкви Святий Дух походить від Отця через Сина (ex Patre per Filium procedit). Згідно з ученням Західних церков Святий Дух походить від Отця і Сина одночасно (ex Patre Filioque procedit) як від одного початку (tamquam ex uno principio).

### Вчення отців церкви
Як західні, так і східні Отці Церкви сходилися в тому, що відношення між Отцем і Сином та Святим Духом різні: Син «народжений» Отцем, а Дух Святий «ісходить» (грец. ἐκπορεύεσθαι, προϊέναι, лат. procedere) від Отця.
Святий Августин (354—430) писав про походження Святого Духа від Отця і від Сина:

| чому нам не вірувати, що Св. Дух походить і від Сина, коли Він є Дух також Сина? Тому що якби Він не ісходив від Нього, то, з'явившись учням після Свого Воскресіння, Він — Син — не дунув би на них, говорячи: приміть Духа Святого, адже що інше означало це, якщо не те, що Св. Дух ісходив і від Нього[13][14] |
Також про походження (грец. προϊέναι або лат. procedere) Святого Духа від Отця і від Сина писали Кирило Александрійський, Амвросій Медіоланський і Ієронім.
Григорій Ніський (335—394) писав про походження Святого Духа від Отця через Сина:

| Одна Особа Трійці є Винуватцем, а інші походять від Винуватця, і між ними Один походить від Його у найближчий спосіб, а Другий, походить від Винуватця через Того, Хто найближчий.[14] |
Пізніше тієї ж думки дотримувався Святий Іван Дамаскин (675—753?):

| Дух Св. також і Дух Сина, але не тому, що з Нього, але тому, що через Нього з Отця походить. Тому що один тільки Винуватець — Отець[14] |

## Полеміка
Догмат про походження Святого Духу став предметом полеміки з 864 року, коли Константинопольський патріарх Фотій оголосив Філіокве єретичним і таким, що суперечить вченню Отців церкви. Протиріччя поглибилися після розколу християнства 1054 року.
Двічі християни двох конфесій намагалися досягти порозуміння — на Другому Ліонському (1274) та Флорентійському (1438-45) соборах.
Другий Ліонський собор прийняв віровизнання візантійського імператора Михаїла VIII Палеолога, згідно з яким Святий Дух «походить від Отця і Сина». Проте більшість візантійських християн відмовилися визнати домовленість, досягнуту в Ліоні. В 1282 році імператор Михайло VIII помер, і патріарх Йосиф I, наступник Івана XI, який був переконаний у сумісності вчення грецьких та латинських отців церкві, був змушений піти у відставку, а його місце посів Григорій II, який був протилежної думки.
Наступна спроба порозуміння була здійснена на Флорентійському соборі за участю візантійського імператора Івана VIII Палеолога, константинопольського патріарха Йосифа II та київського митрополита Ісидора. Греки наполягали на тому, що будь-яка зміна до Нікейського символу віри, навіть теоретично коректна, заборонена Ефеським собором, тоді як латиняни вважали, що ця заборона стосувалася сутнісних змін, а не змін у формулюванні. Насправді ж, на Ефеському Соборі було заборонено «складати інший символ віри, конкуруючий зі складеним у Нікеї». Більше того, на Ефеському соборі розглядався початковий варіант символу віри, без включення слів «що походить від Отця».
Врешті, виходячи з того, що хоча латинські і грецькі святі дещо по-різному висловлювали свою віру, але знаходились у достатній згоді по суті і не могли помилятися у питаннях віри, учасники собору підписали погоджувальний декрет Laetentur caeli, в якому зазначалось: «Дух походить від Отця і Сина вічно і суттєво як із одного джерела і причини».
Серед найважливіших очікувань, що греки покладали на Флорентійський собор, була військова допомога у боротьбі проти османських загарбників. Допомога була надана, але союзні сили зазнали поразки під Варною 1444 року. Греки не мали жодного бажання дотримуватись флорентійської унії, а разом з тим і визнання Філіокве. 1453 року Константинополь був захоплений турками.

### Православний погляд
Серед православних поширена думка про те, що «Філіокве» є єрессю. Наприклад в Окружному посланні східних патріархів від 1848 року говориться: 

| "вчення … про походження Святого Духа є і іменується єрессю, а навчаючі так єретиками, за визначенню святішого Дамаса, папи Римського, котрий говорив так «хто про Батька й Сина мислить право, а про Духа Святому неправо, той єретик». |
| |

Заперечуючи походження Святого Духа від Бога Сина, Протоієрей В. Потапов вважає, що «якщо ж ми допустимо, що словами „від Отця виходить“, передбачається сходження Св. Духа і від Сина тому, що Син єдиний з Отцем власне кажучи, то повинні будемо допустити, що й словами „від Отця народжується“ — передбачається народження Сина від Св. Духа, оскільки і Дух — єдиний з Отцем по суті.».
Англійський православний єпископ Каліст, характеризуючи різницю між західним та східним богослов'ям вважає, що «Латинське тринітарне богослов'я приділяє більше увагу сутності Осіб Святий Трійці за рахунок їхніх властивостей і, в результаті, перетворило Бога в якусь абстраговану ідею».
На думку ієрея В. Н. Васечка

| «Спокуса filioque полягає, насамперед в тім, що вноситься поділ у єдину Першопричину буття осіб Св. Трійці, якою є Бог-Отець. З'являються два джерела троїчного життя, якийсь натяк на двійцю: Отець, що народжує Сина і Отець разом із Сином, що дають походження Св. Духові. Стає незрозумілим, як можна мислити Бога-Отця — єдиною причиною видимого й невидимого світу, якщо поруч із Ним буде існувати сопричина, хоча б і в особі Сина.» |
| |

### Католицький погляд
Катехізис Католицької Церкви так трактує розбіжність між православним та католицьким розумінням походження Святого Духу: 

| Східна традиція підкреслює насамперед те, що Отець є першоджерелом стосовно Духу. Сповідаючи Дух таким, що «ісходить від Отця»(έκ του Πατρός έκπορευόμενον), вона затверджує, що Він виходить від Отця через Сина. Західна традиція робить більший упор на єдиносутнісному спілкуванні між Отцем і Сином, говорячи, що Дух походить від Отця й Сина (Filioque). (…) Ця законна додатковість, якщо тільки не загострювати закладених у ній розходжень, не може вплинути на тотожність віри в реальності однієї й тієї ж сповідуваної тайни. |
| |

1995 року Папська Рада зі сприяння християнській єдності дала офіційне роз'яснення питання про Filioque. У цьому роз'яснені було наголошено на богословських питаннях, які однаково вирішуються як Католицькою так і Православною церквами. Зокрема було сказано, що Католицизм визнає Бога Отця «єдиним джерелом (πηγή) і Сина, і Святого Духа. Святий Дух виходить від одного лише Отця (έκ μόνου τού Πατρός) — споконвічно, властиво й безпосередньо» і вчення про Filioque «повинне розумітися й викладатися Католицькою Церквою так, щоб не виникло враження, начебто воно може суперечити…тій обставині, що Він є єдиним початком, або причиною (αρχή, αιτία), ісходження (έκπόρευσις) Духа.». Також в документі наголошується на зв'язку Сина і Духа Святого, що був виражений формулою «δια του Υίοΰ έκπορε υόμενον» («що ісходить [від Отця] через Сина») і також визнавався східними отцями церкви.
Аналізуючи причини розбіжності, що склалася у формулюваннях віри, Роз'яснення вказує на проблеми лінгвістичного та історичного характеру. Зокрема, латинською мовою «слова „παρά του Πατρός εκπορεύεται“ („від Отця ісходить“, Ів. 15:26) було перекладено як „qui a Patre procedit“ („від Отця походить“)», що позначилось і на перекладі Символу віри і, в результаті чого «мимоволі створювалася уявна рівносильність між східним богослов'ям „ісхождення“ (έκπόρευσις) і латинським богослов'ям „походження“ (processio)». На думку авторів документу, «грецьке слово έκπόρευσις означає походження від одного лише Отця як безпочаткового початку Трійці», тоді як латинське processio — «це ширший термін, що означає повідомлення Божественної єдиносутності від Отця до Сина, а від Отця із Сином і через Сина — до Святого Духу». Іншою причиною була названа історична традиція і, зокрема вчення св. Іларія, св. Амвросія, св. Августина, які говорили про походження (procedit) Духу від Отця і Сина.

### Погляд Української Греко-католицької Церкви
Берестейська унія, якій завдячує своїй появі Українська греко-католицька церква, не включала прийняття філіокве як обов'язкову умову, натомість було прийняте формулювання ісходження Святого Духу від Отця через Сина. Проте на провінційному Замойському соборі 1720 року «Філіокве» було вирішено включити до Символу віри..
Митрополит Андрей Шептицький вважав, що Святий Дух походить і від Отця і від Сина:

| …Божий Син приймає Божу природу через вічне народження, а Дух Святий приймає Божу природу від Отця і Сина через вічне походження. Тому, коли Христос про походження Духа Святого говорить, каже, що все, що має Отець, є також Його: «Усе, що Отець має, — моє» (Ів. 16:15). Коли Отець те має, що Дух Святий від Нього походить, те саме має і Син.[27] |
а заперечення православних вважав єретичними:

| Схизматики тою своєю хибною наукою про Святого Духа роблять страх велику зневагу Спасителеві нашому Ісусу Христу. З тої їх науки єретицької таке виходить, що Син Божий є меншим від Отця, бо не має тої сили, щоби диханням давати походження Святому Духові.[27] |
В сучасних виданнях Греко-католицької церкви слова «і Сина» нерідко беруться у квадратні дужки або зовсім виключене. В катехизмі УГКЦ, який є офіційним церковним документом зазначено: "Святі Отці відрізняли внутрішнє життя Пресвятої Тройці від її об'явлення у творінні. У Пресвятій Тройці Святий Дух ісходить від Отця — єдиного Начала Пресвятої Тройці. Коли Святі Отці говорили про дію Осіб Тройці у творінні, то сповідували, що Отець зсилає Святого Духа «через Сина».
На офіційному сайті Греко-католицької церкви у відповіді на запитання щодо «Філіокве» протоієрей Іван Гаваньо зазначив:

| Для нашої Церкви сповідування Філіокве мало б мати принципове значення. Нам слід усвідомити, що введення у Символ Філіокве стало фактом богословського еклектизму (безкритичного змішання різних богословських методологій). Якщо зараз ми говоримо про власне помісне богослов'я (київське), то маємо відмовитись від Філіокве. […] Однак, використання греко-католиками «і Сина» у Символі віри мало колосальне позитивне значення. В той час як православні конфесії у Філіокве вбачають відмінність у вірі між Православ'ям і Римом, ми визнаємо нашу спільність віри. Для нас відмінність у сповідуванні віри не стала приводом для відчуження у вірі. Така позиція нашої Церкви є свідченням і вираженням її справжньої вселенськості і зрілої помісності[29] |